# Магнито-оптическая ловушка

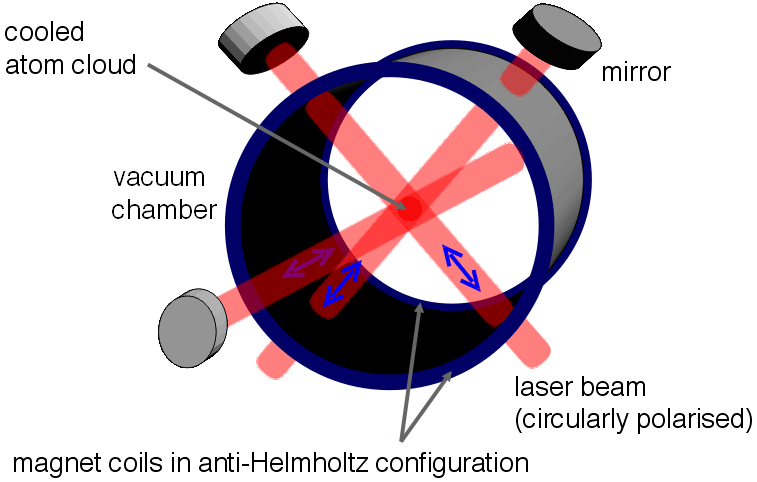
Схема экспериментальной магнито-оптической ловушки. Синим показаны катушки, красным — лучи лазеров.

Магнито-оптическая ловушка (MOT) — устройство, которое используется для лазерного охлаждения и магнито-оптического захвата для получения групп холодных, нейтральных атомов при температурах порядка нескольких сотен или десятков микрокельвинов.
Данный метод позволяет захватывать нейтральные атомы, в отличие от ловушек Пеннинга и Пауля которые работают только с заряженными частицами.

## История
Спроектирована и реализована в 1987 году Стивеном Чу (Bell Labs). В первоначальной установке использовалось доплеровское охлаждение, были достигнуты температуры порядка 600 микрокельвинов (300—1000 мкК), время удержания более 2 минут, плотность нейтральных атомов Na 2*10^11 ат/см³, количество атомов более 10^7.
За создание МОТ и исследования с её применением Стивен Чу был удостоен Нобелевской премии по физике 1997 года.

## Устройство

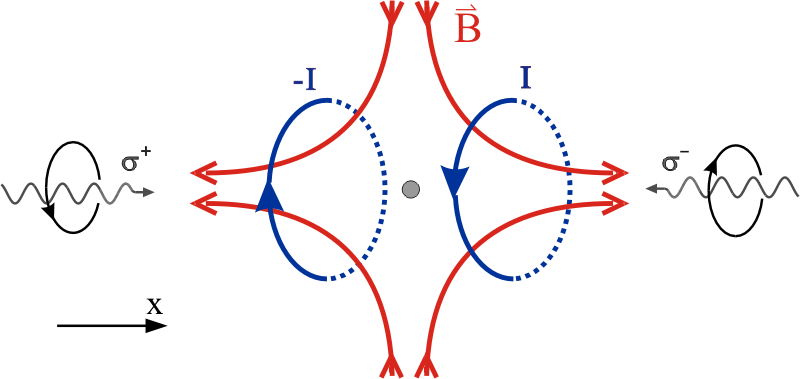
Схема полей в МОТ. Синим показаны катушки в конфигурации anti-Helmholtz. Буквами σ обозначены встречные лучи лазера по оси X, лазеры по осям Y и Z не показаны для простоты. В центре обозначено охлажденное облако.

Магнито-оптическая ловушка является развитием первоначальной схемы Стива Чу по охлаждению атомов в оптической патоке. Охлаждение происходило в вакуумной камере, в области, в которой пересекались шесть лазерных охлаждающих пучков (по два вдоль каждой оси, часто получают при помощи 3 лазеров и 3 зеркал). Из-за действия силы тяжести охлажденные атомы быстро, за время порядка одной секунды, выпадали из охлаждаемой области. Для компенсации притяжения в установке при помощи двух соленоидов создавалось квадрупольное магнитное поле. Соленоиды размещаются соосно перед и после области патоки, в конфигурации, сходной с кольцами Гельмгольца. В отличие от схемы Гельмгольца ток в катушках течет в противоположных направлениях.

## Применение

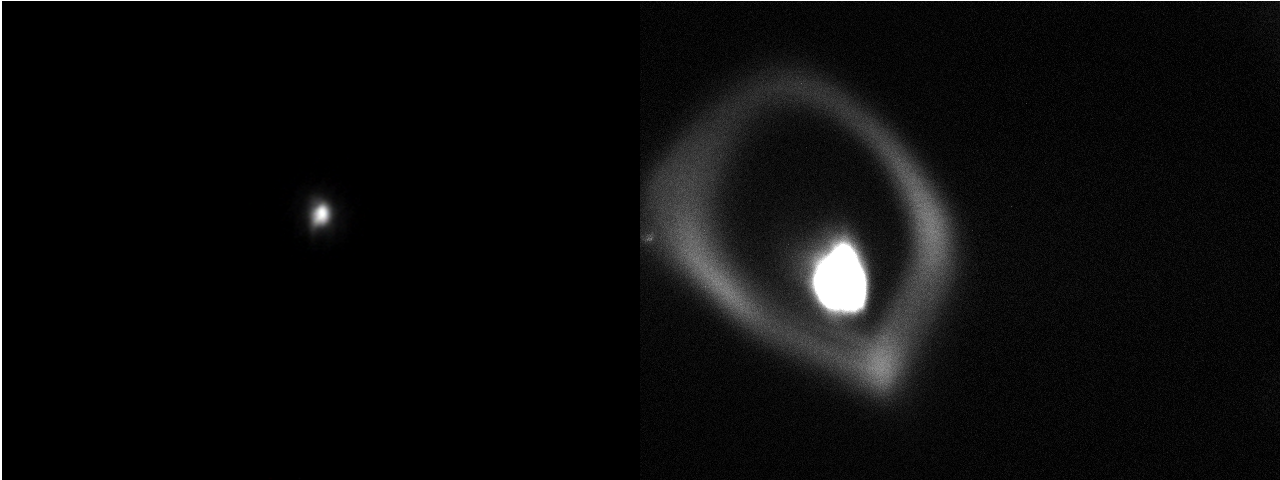
Облака рубидия-85 в МОТ.

MOT часто используются как первый этап в получении конденсата Бозе-Эйнштейна, в том числе использовались в экспериментах по атомным лазерам
Могут использоваться в атомных часах повышенной точности.
Охлажденный в MOT 133Cs использовался для получения наиболее точных измерений нарушения CP.

## Ограничения
Для большинства атомов минимальная температура, достижимая в МОТ, ограничена доплеровским пределом. Эффективному охлаждению до более низких температур (субдоплеровскому охлаждению) препятствует наличие магнитного поля. Для некоторых редкоземельных атомов, например Тулия и Эрбия, удается достичь температур на порядок более низких, чем доплеровский предел.